# Eriococcus parvisetus
Eriococcus parvisetus är en insektsart som först beskrevs av Karl Hermann Leonhard Lindinger 1957.  Eriococcus parvisetus ingår i släktet Eriococcus och familjen filtsköldlöss.
Artens utbredningsområde är Frankrike. Inga underarter finns listade i Catalogue of Life.